# Baross család
A bellusi Baross család az egykori Trencsén vármegyei Bellus mezővárosából származik. Nemességét 1575-ben Miksa királytól kapta. A 18. században Hont és Nógrád vármegyébe is elszármazott a család egy-egy ága.

## A család nevezetes tagjai
- Baross Árpád (1855–1928) főszolgabíró
- Baross Dénes (1915–2001) katonatiszt, hadnagy
- Baross Endre (1889–?) politikus, országgyűlési képviselő, borász, lapszerkesztő és -kiadó
- Baross Ferenc (1863–1917) főispán
- Baross Ferenc (1777–1829) alispán
- Baross Gábor (1848–1892) államférfi, a dualizmus korának kiemelkedő gazdaság-és közlekedéspolitikusa, a "vasminiszter"
- Baross Gábor (1884–1971) közgazdász, politikus, országgyűlési képviselő
- Baross Gábor (1930–2009) érdemes és kiváló művész karnagy
- Baross Géza (1862–1920) bankigazgató, helyettes államtitkár
- Baross György (1733–1799) alispán, szolgabíró, királyi tanácsos
- Baross Gyula (1859–1906 után) főispán, képviselő, törvényszéki bíró
- Baross Ilona (1885–?) író
- Baross János (1875–1926) politikus
- Baross József (1878–1962) főispán, pénzügyi tanácsos
- Baross József (1881–1961) főispán
- Baross Jusztin (1857–1913) alispán, képviselő
- Baross Károly (1865–1905) agrárpolitikus, gazdasági író, szerkesztő
- Baross Katinka, Justh Jánosné (1897–?) író
- Baross László (1865–1938) agronómus, mezőgazdasági szakember, búzanemesítő
- Baross Magdolna (1900–1960) író
- Baross Sándor (1821–1970) főügyész (Csanád vármegye)